# 国際連合東ティモール・ミッション
国際連合東ティモール・ミッション（こくさいれんごうひがしティモール・ミッション United Nations Mission in East Timor,UNAMET）は東ティモールに展開された国際連合平和維持活動。1999年6月11日に採択された国際連合安全保障理事会決議1246によって設立されたものであり、東ティモールにおける自治拡大に関する住民投票支援を任務としている。

## 概要
東ティモールはポルトガル領ティモールとしてポルトガルの植民地であった。1975年に、インドネシアによる東ティモール侵攻によりインドネシアの実効支配下に入った。しかし、住民はこれに反発し、武力闘争も含む独立運動を行い、インドネシアはこれを強圧的に押さえつけていた。1996年に平和運動家のジョゼ・ラモス＝ホルタがノーベル平和賞を受賞し、1998年にインドネシアの民主化運動によりスハルトが大統領より退陣し、ユスフ・ハビビが大統領に昇格すると、東ティモール問題は協調姿勢に転じ、1999年5月5日にインドネシアとポルトガル間で東ティモール自治拡大に関する直接住民投票実施で合意した。国際連合はこれを受けて1999年6月11日に安保理決議1246を採択、国際連合東ティモール・ミッション(UNAMET)を設立し、東ティモール住民投票を実施することとなった。
規模は文民スタッフ242名、文民警官271名、軍事連絡要員50名、国連ボランティア425名その他のローカルスタッフからなる。治安維持に関してはインドネシア政府が行なうこととなっていた。UNAMETは有権者登録や投票所設営、開票所の運営を行なう。
8月30日に住民投票が行なわれることとなったが、インドネシア軍・警察の治安維持活動は不活発であり、インドネシア統合派の民兵などにより治安は悪化していった。平和維持軍の投入はインドネシア政府の反発もあり実施されなかった。住民投票自体は200ヶ所の投票所で概ね成功裏に実施され、投票率は98.6%に達した。開票は9月4日までかけて行なわれ自治拡大94,388票（21.5%）、自治拡大拒否344,580票（78.5%）の結果となった。
自治拡大拒否・独立選択の結果が出たことにより、9月4日以降インドネシア統合派の民兵の活動が拡大、東ティモールの治安は大きく悪化、UNAMET要員はディリに撤退・集合、9月14日にはオーストラリア・ダーウィンまで避難した。9月15日にオーストラリア軍を中心とする平和維持の多国籍軍(東ティモール国際軍、INTERFET)投入を認める安保理決議1264が採択され、9月20日より現地展開を開始した。
治安回復によりUNAMETも東ティモールに帰還、1999年10月25日の安保理決議1272により、東ティモール独立に向けての国際連合東ティモール暫定行政機構(UNTAET)が設立された。